# Álvaro Pombo
Álvaro Pombo García de los Ríos (Santander, Cantábria, 23 de junho de 1939) é um poeta, romancista, político e activista espanhol, membro da Real Academia Espanhola.

## Biografía
Pombo é licenciado em Filosofía e Letras pela Universidade Complutense de Madrid e Bachelor of Arts em Filosofia pelo Birkbeck College de Londres, onde viveu desde 1966 até 1977.
Desde que em 1973 se publicou o seu primeiro livro de poesía, Protocolos, Álvaro Pombo foi considerado uma voz pessoal e única da literatura espanhola tendo, apenas quatro anos depois, vencido o Prémio El Bardo com a sua obra Variaciones, en 1977. Nesse ano regressou a Espanha, publicando a sua primeira colectânea, Relatos sobre la falta de substancia, que contem um grande número de contos protagonizados por personagens homossexuais.
Em 1983, já instalado em Madrid, ganhou o primeiro Premio Herralde de Romance com El héroe de las mansardas de Mansard, inaugurando assim a colectânea Narrativas Hispánicas de Anagrama, onde publicou quase todos os seus romances e à qual se declarou publicamente fiel.
Apesar de se considerar a si mesmo como poeta, sempre foi mais conhecido como romancista, ganhando vários galardões pelas suas obras. O seu estilo, único e original, apesar de ser classificado como realismo subjetivo, posicionou-o como figura crucial das letras espanholas. A mestria com que usa a linguagem, própria de um verdadeiro poeta, e o uso chocante e contagioso do humor em todos os seus romances, dão forma a uma prosa única, elogiada por críticos e escritores.
Estudioso de história medieval e da filosofia fenomenológica, mistura em todos os seus livros a investigação psicológica e a preocupação filosófica. Ele próprio define o seu método literário como ficção-psicologia.
As suas primeiras obras podem considerar-se pessimistas, apresentando sempre situações, argumentos e personagens sem esperança, mas a sua narrativa revolucionou-se com a publicação de El metro de platino iridiado (1990), provavelmente a sua obra prima, vencedora do Premio Nacional de la Crítica. Nesse romance, Pombo estreia aquilo a que denominou "la poética del Bien", onde a ética, a humanidade e, certamente, o Bem, parecem ser o objectivo do seu trabalho. Num dos seus últimas romances, Contra-natura, Pombo expressa as suas críticas contra uma excessiva "mercadotecnia" e "trivialização" da homossexualidade.
Álvaro Pombo ingressou na Real Academia Espanhola em 20 de junho de 2004, sob proposta de Luis María Ansón, Luis Mateo Díez e Francisco Rico, ocupando a cadeira j que havia sido ocupada por Pedro Laín Entralgo. O seu discurso de admissão na Academia intitulou-se Verosimilitud y Verdad e nele Pombo reflectiu sobre a reserva da palavra "verdade" para a racional e "verosimilhança" para o narrativo-contemplativo.
En 16 de outubro de 2006 foi anunciado que havia vencido o Prémio Planeta, o mais popular de todos os que existem na literatura em Espanha, com o seu romance "La fortuna de Matilda Turpin".
Recentemente tem sido colaborador activo do partido União, Progresso e Democracia (UPyD), onde representa o seu sector mais progressista, tendo nas eleições gerais de 2008 encabeçado a lista de candidatos do seu partido ao Senado na Comunidade de Madrid. Pombo conseguiu o décimo lugar por número de votos, o primeiro após os candidatos dos maiores partidos (PSOE, PP e Izquierda Unida), não tendo sido eleito como senador.

## Obra

### Narrativa
- Relatos sobre la falta de sustancia (1977)
- Los delitos insignificantes (1980)
- El héroe de las mansardas de Mansard (1983), Premio Herralde de Novela
- El hijo adoptivo (1984)
- El parecido (1986)
- El metro de platino iridiado (1990), Premio Nacional de la Crítica
- Aparición del eterno femenino contada por S. M. el Rey (1993)
- Telepena de Celia Cecilia Villalobo (1995)
- Vida de San Francisco de Asís (1996)
- Donde las mujeres (1996), Premio Nacional de Narrativa
- Cuentos reciclados (1997)
- La cuadratura del círculo (1999), Premio Fastenrath de la RAE
- El cielo raso (2001), Premio Fundación José Manuel Lara
- Una ventana al norte (2004)
- Contra-natura (2005), publicado em Portugal em 2009
- La Fortuna de Matilda Turpin (2006), Premio Planeta
- Virginia o el interior del mundo (2009)
- La previa muerte del lugarteniente Aloof (2009)

### Poesia
- Protocolos (1973)
- Variaciones (1977) Premio El Bardo
- Hacia una constitución poética del año en curso (1980)
- Protocolos para la rehabilitación del firmamento (1992)
- Protocolos, 1973-2003 Poesías completas (2004)
- Los enunciados protocolarios (2009)

### Relatos e contos
- Alrededores (2002)

## Prémios
- Premio Herralde de romance (1983)
- Premio Nacional de la Crítica (1990)
- Premio Nacional de Narrativa (1997)
- Premio Fastenrath da RAE (1999)
- Premio Fundación José Manuel Lara (2002)
- Premio Fundación Germán Sánchez Ruipérez colunista sobre leitura (2004)
- Premio Planeta (2006)